# Karl Brunner
Karl Bernhard Brunner (ur. 19 maja 1951 w Olang) – włoski saneczkarz, medalista igrzysk olimpijskich, mistrzostw świata i Europy oraz dwukrotny zwycięzca Pucharu Świata.

## Kariera
Pierwszy sukces w karierze osiągnął w 1971 roku, kiedy zdobył złoty medal w jedynkach podczas mistrzostw świata w Olang. W zawodach tych pokonał Leonharda Nagenraufta z RFN i Austriaka Josefa Feistmantla. W tej samej konkurencji był też drugi na mistrzostwach świata w Königssee w 1979 roku, rozdzielając na podium Dettlefa Günthera z NRD i swego rodaka, Paula Hildgartnera. W międzyczasie, w parze z Peterem Gschnitzerem, zdobył też srebrny medal w dwójkach podczas mistrzostw świata w Innsbrucku. W 1980 roku wystartował na igrzyskach olimpijskich w Lake Placid, gdzie z Gschnitzerem wywalczyli srebro. W Lake Placid wystąpił także w jedynkach, jednak nie ukończył rywalizacji. W tej samej konkurencji startował też na igrzyskach w Sapporo (1972) i igrzyskach w Innsbrucku (1976), zajmując odpowiednio dziewiąte i jedenaste miejsce. Zdobył też indywidualnie złoto na mistrzostwach Europy w Olang (1980) i brąz na mistrzostwach Europy w Königssee (1977) oraz brąz w dwójkach podczas mistrzostw Europy w Oberhofie (1979). Ponadto w sezonach 1977/1978 i 1978/1979 zwyciężał w klasyfikacji generalnej Pucharu Świata w dwójkach, w sezonie 1980/1981 był drugi, a w sezonie 1979/1980 zajął trzecie miejsce. W klasyfikacji generalnej jedynek był między innymi drugi w sezonie 1979/1980 oraz trzeci w sezonach 1978/1979 i 1980/1981.

## Osiągnięcia

### Igrzyska olimpijskie
| Rok  | Miejsce     | Jedynki | Dwójki |
| ---- | ----------- | ------- | ------ |
| 1972 | Sapporo     | 9.      |        |
| 1976 | Innsbruck   | 11.     |        |
| 1980 | Lake Placid | DNF     | 2.     |

### Puchar Świata

#### Miejsca na podium w klasyfikacji generalnej
| Sezon     | Miejsce | Miejsce |
| Sezon     | Jedynki | Dwójki  |
| --------- | ------- | ------- |
| 1977/1978 |         | 1.      |
| 1978/1979 | 3.      | 1.      |
| 1979/1980 | 2.      | 3.      |
| 1980/1981 | 3.      | 2.      |